# Arsenogorceixite
L'arsenogorceixite è un minerale appartenente al gruppo della dussertite descritto nel 1993 in base ad un ritrovamento avvenuto nella miniera Clara nella Foresta Nera centrale in Germania ed approvato dall'Associazione Mineralogica Internazionale (IMA).
Il nome è stato attribuito in quanto il minerale è analogo alla gorceixite con arsenico al posto del fosforo.
Il minerale è l'analogo della philipsbornite con il bario al posto del piombo e l'analogo dell'arsenogoyazite con il bario al posto dello stronzio.

## Morfologia
L'arsenogorceixite è stata scoperta sotto forma di cristalli tabulari appiattiti, cristalli pseudoottaedrici e aggregati sferulitici radiali di dimensione fino a 0,1-0,2 mm.

## Origine e giacitura
L'arsenogorceixite è prodotta dall'ossidazione su vene di origine idrotermale di giacimenti polimetallici.